# Namejsov prstan
Namejsov prstan (latvijsko Nameja gredzens) je tradicionalni latvijski prstan, ki predstavlja latvijsko neodvisnost, prijateljstvo in zaupanje ter simbolizira enotnost treh starodavnih latvijskih dežel - Kurlandija, Latgale in Vidzeme.
Zasnova in običaji, povezani z njim, izvirajo iz starodavnih latgalijskih dežel, ki so najbolj vzhodna od štirih zgodovinskih regij Latvije. Prstan, kot je trenutno znan, je bil prvič izdelan v 12. stoletju . Namejsov prstan je pogost simbol latvijske kulture. Leta 1928 je Aleksander Grīns napisal roman z naslovom Nameja gredzens (Namejsov prstan), ki je populariziral prstan in njegovo simboliko .  Leta 2018 je Aigars Grauba produciral film Poganski kralj (latvijsko Nameja gredzens), ki prikazuje različico legende o prstanu .

## Opis
Namejsov prstan je zaradi svoje zasnove in mitološkega pomena postal osrednja figura latvijskega nakita.
V 20. stoletju se je na Baltiku pojavila eksplozija zanimanja za Namejsov prstan, kot nakit in kot ikona latvijske identitete. Večinoma ga nosijo moški, v sodobnem času pa tudi ženske. Material prstana je večinoma srebro, lahko pa je tudi iz zlata ali brona. Klasični Namejsov prstan je sestavljen iz treh glavnih trakov, ki so tkani drug ob drugem, v zadnjih letih pa so bolj zapleteni številni okraski, kot so manjši zviti srebra, tkani z večjimi pasovi.

## Izvor
Prstan je bil prvič najden v starodavnih latgalijskih deželah. Ime Namejs izhaja iz semigalske legende o političnem in vojaškem vodji Namejsu v poznem 13. stoletju. Nameisis ali Namejs (tudi Nameise, Nameyxe) je bil semigalski vojvoda v drugi polovici 13. stoletja. Vladal je v zahodnem delu Semigallije, s prestolnico v Tērveteju (današnja Latvija). V letih 1279–81 je vodil semigalsko vstajo proti Livonskemu redu, križarskemu vojaškemu redu. O njegovem življenju je znanega zelo malo.
Čeprav je ta legenda postala priljubljena, v resnici ti prstani izvirajo iz konca 12. do začetka 13. stoletja.
Ugotovljeno je bilo, da Namejs ni bil živ, ko so bili v 12. stoletju narejeni prvi prstani; arheologi so prstane našli večinoma v starodavnih latgalijskih deželah, s čimer so dokazali, da Namejs ne more imeti nobene zveze z prstanom. Ime Namejsov prstan se ni uporabljalo pred 1920-imi leti, ko so v starodavnih grobiščih Latgale našli dva originala in postali priljubljena vrsta posnemanja nakita. Namejsov prstan je redka arheološka najdba. Ugotovljeno je bilo, da je bil v 12. stoletju lastnik zelo drage stvari, saj je bil večinoma narejen iz srebra, postopek izdelave pa je bil dolg in zapleten.

## Ljudske legende
Obstaja veliko legend o nastanku Namejsovega prstana, zlasti o Namejsu, voditelju Semigalcev v 13. stoletju, ki naj bi izumil zasnovo, kot je splošno znana. Po legendi je bil Namejs eden zadnjih bojevnikov, ki se je boril proti vdoru nemških križarjev na ozemlje Latvije. Pobegnil je v izgnanstvo v Litvo, toda kot darilo za ločitev, je sinu podaril zasukan kovinski obroč, da bi ga fant po vrnitvi prepoznal. Namejsov sin je bil ogrožen, ko so Nemci odkrili skrivnost obroča. Nemci so odšli iskat Namejsovega sina, da bi ga krstili in ga prisilili, da se je predal. Govorili so, da so skoraj vsi semigalski fantje in moški naredili podobne prstane in jih nosili, da bi zaščitili fantovsko identiteto.
Po drugi legendi so se nemški križarji v srednjem veku počasi selili na latvijsko ozemlje in osvijili pleme za plemenom. Po bitki, izgubljeni proti nemškim vitezom, se je bil Namejs prisiljen umakniti v Litvo skupaj z družino in plemenom. Tam je naročil izdelavo prstanov in jih podaril svojim najbližjim ljudem kot simbol prijateljstva in zaupanja. Tesne pletenice izražajo solidarnost latvijskega naroda.

## Popularizacija
Priljubljenost prstana spodbujajo različni dejavniki. Latvijski pisatelj Aleksandrs Grīns je leta 1928 napisal roman z naslovom Nameja gredzens (Namejski prstan). Prstan, opisan v romanu, je drugačen, vendar je družba razumela idejo o Grinsovi zgodbi, ko je bila predstavljena na odru. Edinstven prstan je dobil identiteto in ime, zaradi katerega je utelešal moč latvijskega voditelja Namejsa. Leta 1936 je slikar Ludolfs Liberts na prst svojega fantazijskega portreta Namejsa naslikal arheološki prstan.
Namejsov prstan so predsedniku Kārlisu Ulmanisu  podarili njegovi ideologi in razvijali mit, ki bi voditelja legitimiral s psevdozgodovinskimi analogijami, vključno s pozicioniranjem Ulmanisa kot 'Namejsovega naslednika'.

## Uporaba in simbolika
V tridesetih letih 20. stoletja je Namejsov prstan simboliziral fante, ki so postali moški. Očetje so ta prstan podarili svojim sinovom in to je bil edini način, da ga dobijo. Tesne vezi so simbolizirale družino in pomen združevanja.
Vsak prstan je ročno izdelan, posamično zvit in simbolizira idejo o tem, da je edinstven, vendar v tesnih odnosih z drugimi, podoben posamezniku. Povezal se je tudi z možnim Namejsovim geslom: Eden za vse in vsi za enega.
Namejsov prstan je postal osrednja ikona latvijskega nakita. Trije zviti srebrni deli simbolizirajo enotnost treh starodavnih latvijskih dežel - Kurlandije, Latgale in Vidzeme, ki danes predstavljajo ozemlje Latvije. Prstan je znak latvijske identitete.

## V popularni kulturi

### Latvijski lat
Latvijska banka je 8. junija 2009 izdala nov kovanec 1 latvijski lat z Namejsovim prstanom, ki obdaja številko 1, na hrbtni strani . Do leta 2014 je bil v Republiki Latviji zakonito plačilno sredstvo.
Grafično oblikovanje je izdelal Ilze Lībiete, model mavca pa Baiba Šime.

### Roman
Nameja gredzens (Namejsov prstan) je roman Aleksandra Grinsa, objavljen leta 1928, o starodavnem semigalskem voditelju Namejsu .
Namejs se v romanu bori za neodvisnost Semigallije. Je izmišljena in ne zgodovinska pripoved in ne temelji na posebnih dejstvih latvijske zgodovine.

### Film
Poganski kralj (Nameja gredzens) je zgodovinski fikcijski film latvijskega režiserja in producenta Aigarsa Grauba. Zgodba se dogaja v 13. stoletju v Semigalliji in govori o semigalskem vodji Namejsu, ki po smrti kralja Viesursa prejme Namejsov prstan (obroč moči) in pravico vladanja ter njegov boj proti vdoru nemških križarjev na ozemlje Latvije .
Film je bil posnet od leta 2014 do 2017 s skupnim proračunom 3 milijone evrov in je eden najdražjih latvijskih filmov . 17. januarja 2018 so bili udeleženci premiere latvijski predsednik Raimonds Vējonis, državni uradniki, politiki, podjetniki in filmska ekipa .